# كارل أندرسون (متزحلق جبال الألب)
كارل أندرسون (بالإنجليزية: Karl Anderson)‏ هو متزحلق جبال الألب أمريكي، ولد في 6 أغسطس 1953 في لويستون في الولايات المتحدة.

## وصلات خارجية
- كارل أندرسون على موقع الاتحاد الدولي للتزلج (التزلج على المنحدرات الثلجية) (الإنجليزية)
- كارل أندرسون على موقع أوليمبيديا (الإنجليزية)